# Ciudad Bolívar (Bogotá)

Localização de Ciudad Bolívar em Bogotá.

Ciudad Bolívar é a localidade nº 19 do distrito capital de Bogotá, Colômbia.
A parte urbana de Ciudad Bolívar é uma das partes mais pobres da cidade de Bogotá. A maior parte do território é rural.